# Christine Pascal
Christine Pascal, född 29 november 1953 i Lyon, Auvergne-Rhône-Alpes, död 31  augusti 1996 i Garches, Île-de-France, var en fransk-schweizisk skådespelerska, filmregissör och manusförfattare.
År 1996 var Christine Pascal inlagd på en psykiatrisk klinik i Garches; den 31 augusti begick hon självmord genom att hoppa ut från ett fönster.

## Utmärkelser
Pascal vann Louis Delluc-priset 1992 för Le Petit prince a dit.

## Filmografi i urval
- 1974 – Festen kan börja (roll)
- 1974 – Urmakaren i Saint-Paul (roll)
- 1976 – Stampa takten, pojkar! (roll)
- 1979 – Fröknarna från Wilko (roll)
- 1983 – Franska väninnor (roll)
- 1986 – Kring midnatt (roll)
- 1987 – En sommar för livet (roll)
- 1992 – Le Petit prince a dit (regi)
- 1994 – Se männen falla (roll)
- 1995 – Adultère, mode d'emploi (manus och regi)